# Lüderitz
Lüderitz es una ciudad portuaria de Namibia, situada en Karas, la región más al sur del país. Cuenta con una población de 12.900 habitantes.
Fue fundada en 1883 por Adolf Lüderitz, tras la compra de Angra Pequeña y alrededores, a un jefe local nama. La ciudad comenzó como una factoría con actividad en pesca y recolección de guano.
Fue la ciudad principal de la Compañía Colonial del África del Sudoeste Alemana.
En 1909, tras el descubrimiento de diamantes en la zona, Lüderitz se convirtió en una ciudad próspera. En la actualidad la extracción de diamantes es escasa, pero sigue siendo importante.
El puerto es de aguas poco profundas, haciéndolo inutilizable para las naves modernas; esto condujo a que Walvis Bay se convirtiera en el centro industrial marítimo de Namibia. Recientemente, sin embargo, la adición de un muelle nuevo ha permitido que buques de pesca más grandes atraquen en Lüderitz.
La actividad pesquera es la principal fuente de ingresos. Es importante la pesca de langosta y merluza. La mayor parte de las capturas se destinan a la exportación. España es uno de los principales destinos de las exportaciones pesqueras. La empresa española Pescanova cuenta con dos plantas de procesado en Lüderitz. 
El turismo cada vez se afianza más como una importante fuente de ingresos. La ciudad cuenta con edificios coloridos de la época colonial alemana, incluidos algunos trabajos de Art Nouveau que recuerdan con nostalgia estar en Alemania, pero con el desierto de fondo. La ciudad también ha sido rediseñada en un intento por atraear turistas al área, que incluye una zona ribereña para tiendas y oficinas.
La ciudad cuenta con construcciones para vida salvaje, incluyendo focas, pingüinos, flamencos y avestruces. Es también sede de un museo, y antiguamente cabecera final de la línea férrea a Keetmanshoop.
A las afueras de Lüderitz yace el pueblo fantasma de Kolmanskop. Este pueblo anteriormente bullicioso está ahora abandonado y en constante lucha para no ser enterrado bajo las movedizas dunas de las arenas del desierto del Namib.

## Clima
| Parámetros climáticos promedio de Lüderitz | Parámetros climáticos promedio de Lüderitz | Parámetros climáticos promedio de Lüderitz | Parámetros climáticos promedio de Lüderitz | Parámetros climáticos promedio de Lüderitz | Parámetros climáticos promedio de Lüderitz | Parámetros climáticos promedio de Lüderitz | Parámetros climáticos promedio de Lüderitz | Parámetros climáticos promedio de Lüderitz | Parámetros climáticos promedio de Lüderitz | Parámetros climáticos promedio de Lüderitz | Parámetros climáticos promedio de Lüderitz | Parámetros climáticos promedio de Lüderitz | Parámetros climáticos promedio de Lüderitz |
| Mes                                        | Ene.                                       | Feb.                                       | Mar.                                       | Abr.                                       | May.                                       | Jun.                                       | Jul.                                       | Ago.                                       | Sep.                                       | Oct.                                       | Nov.                                       | Dic.                                       | Anual                                      |
| ------------------------------------------ | ------------------------------------------ | ------------------------------------------ | ------------------------------------------ | ------------------------------------------ | ------------------------------------------ | ------------------------------------------ | ------------------------------------------ | ------------------------------------------ | ------------------------------------------ | ------------------------------------------ | ------------------------------------------ | ------------------------------------------ | ------------------------------------------ |
| Temp. máx. abs. (°C)                       | 32.5                                       | 30.0                                       | 34.1                                       | 36.5                                       | 33.0                                       | 31.6                                       | 30.7                                       | 33.0                                       | 35.1                                       | 35.0                                       | 37.5                                       | 30.6                                       | 37.5                                       |
| Temp. máx. media (°C)                      | 21.4                                       | 21.3                                       | 21.1                                       | 19.9                                       | 19.2                                       | 19.0                                       | 17.9                                       | 17.2                                       | 17.3                                       | 18.0                                       | 19.2                                       | 20.5                                       | 19.3                                       |
| Temp. media (°C)                           | 17.7                                       | 17.8                                       | 17.4                                       | 16.3                                       | 15.5                                       | 15.1                                       | 14.1                                       | 13.7                                       | 13.9                                       | 14.7                                       | 15.8                                       | 17.0                                       | 15.7                                       |
| Temp. mín. media (°C)                      | 14.0                                       | 14.3                                       | 13.8                                       | 12.6                                       | 11.7                                       | 11.2                                       | 10.4                                       | 10.2                                       | 10.5                                       | 11.4                                       | 12.3                                       | 13.5                                       | 12.1                                       |
| Temp. mín. abs. (°C)                       | 5.5                                        | 5.0                                        | 6.0                                        | 5.5                                        | 3.3                                        | 0.2                                        | 3.0                                        | 4.8                                        | 3.4                                        | 3.4                                        | 4.9                                        | 3.9                                        | 0.2                                        |
| Precipitación total (mm)                   | 0                                          | 1                                          | 2                                          | 2                                          | 3                                          | 3                                          | 1                                          | 2                                          | 1                                          | 0                                          | 0                                          | 0                                          | 17                                         |
| Días de precipitaciones (≥ 0.1 mm)         | 1.0                                        | 1.0                                        | 1.0                                        | 0.9                                        | 1.4                                        | 1.4                                        | 1.0                                        | 0.7                                        | 0.5                                        | 0.5                                        | 0.5                                        | 0.7                                        | 10.6                                       |
| Horas de sol                               | 198.4                                      | 203.4                                      | 257.3                                      | 216.0                                      | 213.9                                      | 144.0                                      | 170.5                                      | 201.5                                      | 216.0                                      | 201.5                                      | 189.0                                      | 176.7                                      | 2388.2                                     |
| Humedad relativa (%)                       | 82                                         | 81                                         | 82                                         | 80                                         | 79                                         | 72                                         | 74                                         | 78                                         | 80                                         | 80                                         | 80                                         | 80                                         | 79                                         |
| Fuente: Deutscher Wetterdienst             |                                            |                                            |                                            |                                            |                                            |                                            |                                            |                                            |                                            |                                            |                                            |                                            |                                            |

## Imágenes

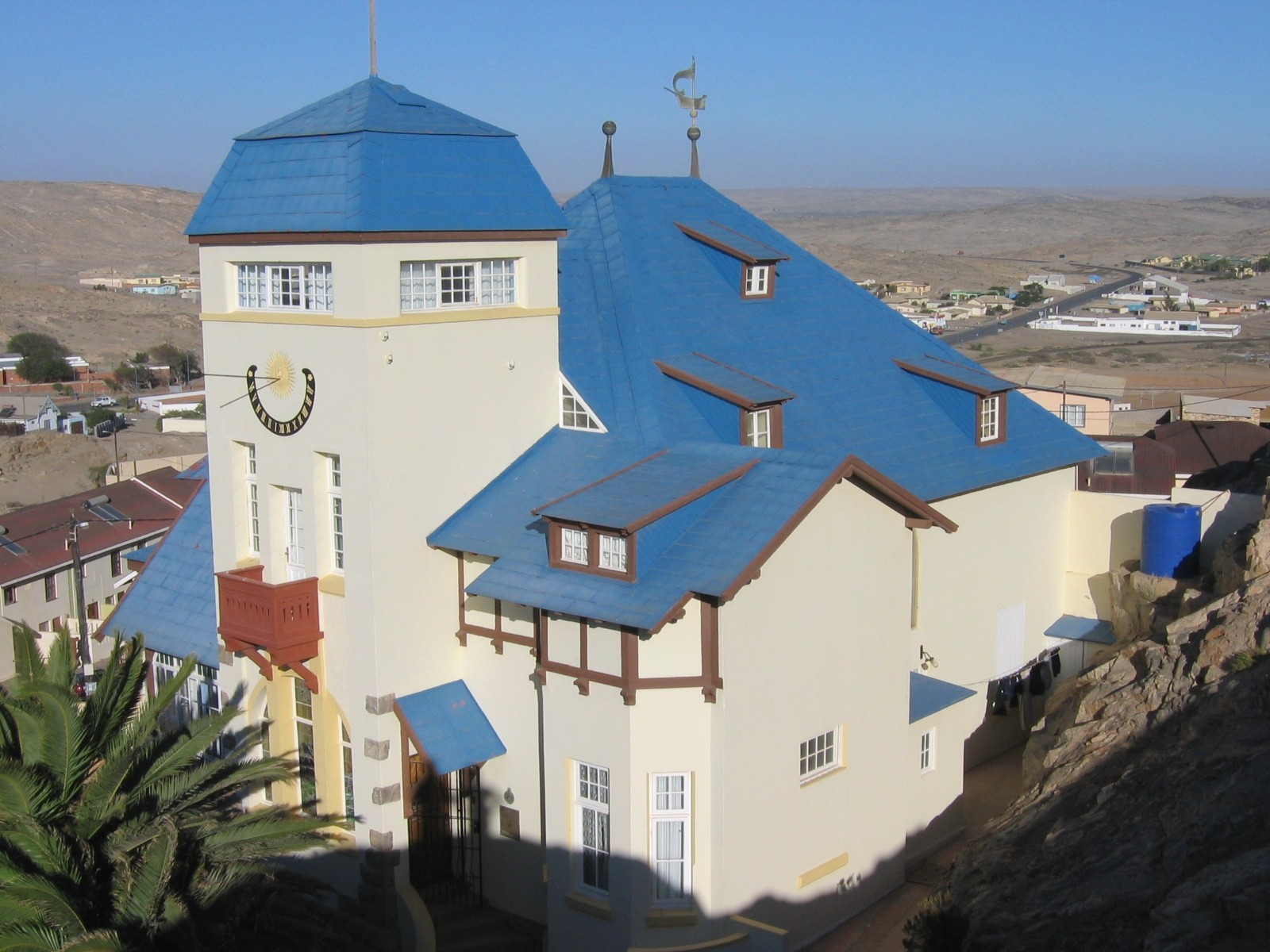
Goerke Haus
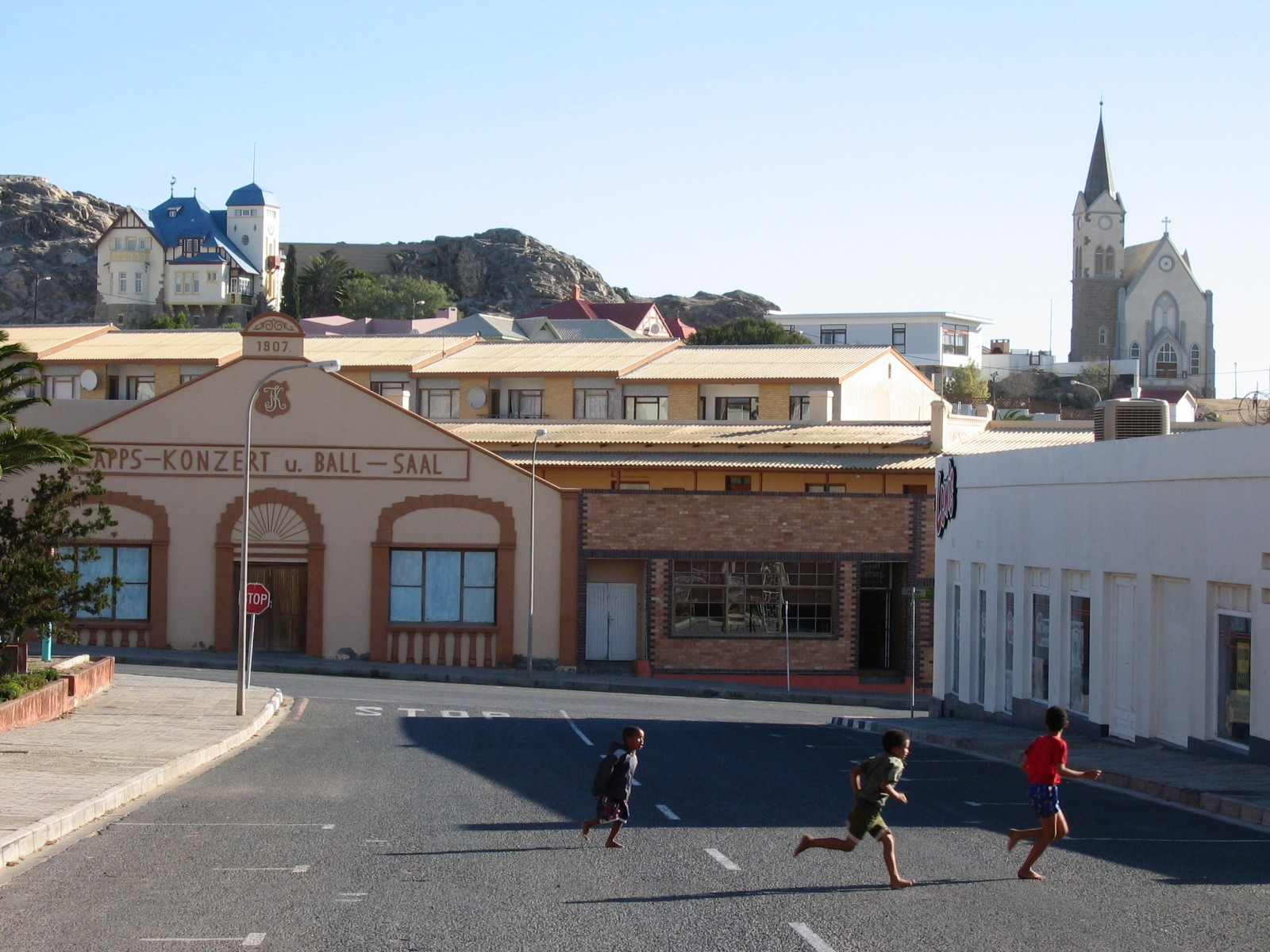
Kapps-Ballsaal con la Felsenkirche y la Goerke Haus en último plano
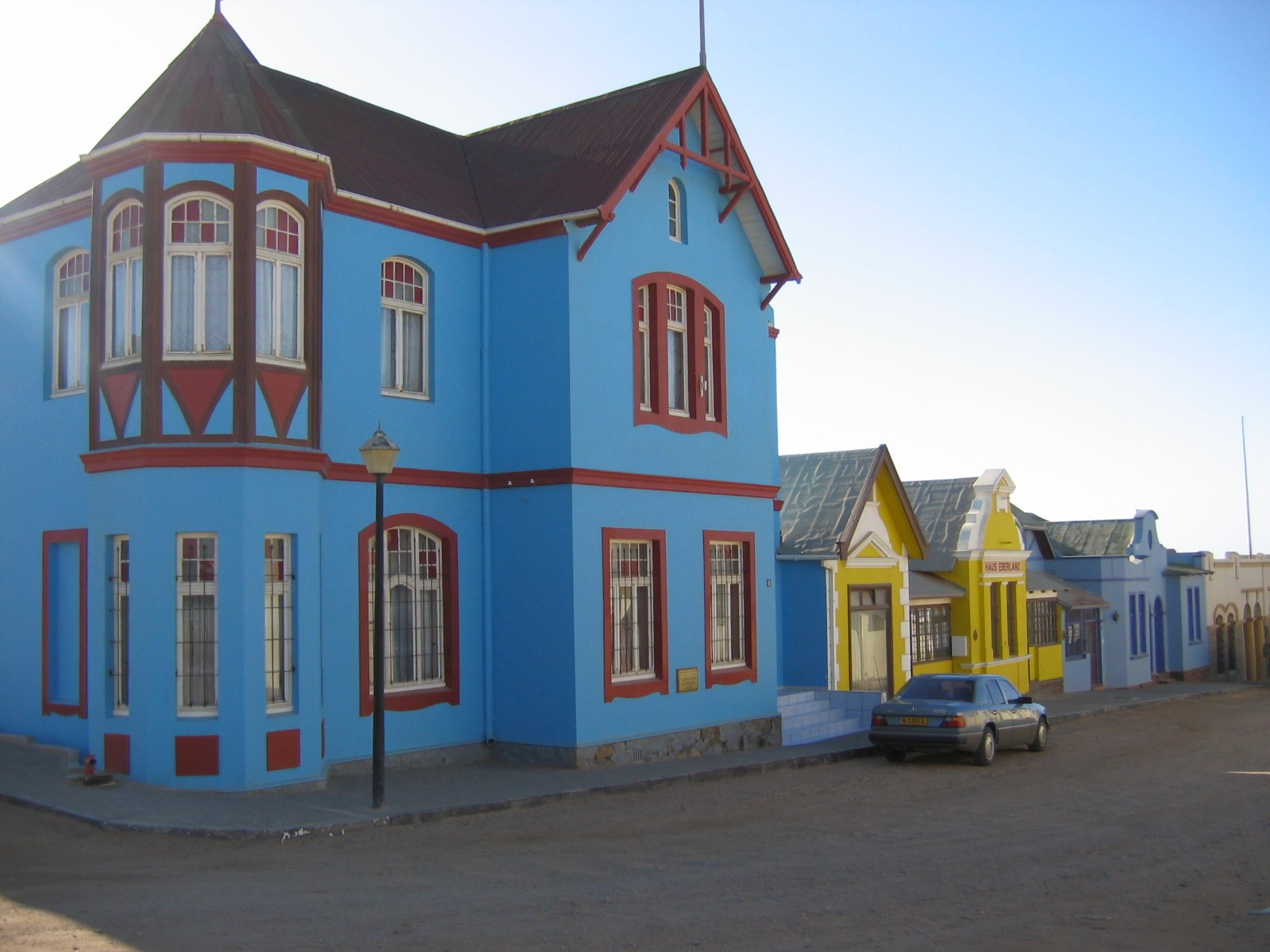
Bergstraße